# 慶應義塾横浜初等部
慶應義塾横浜初等部（けいおうぎじゅくよこはましょとうぶ）は、神奈川県横浜市青葉区にある私立小学校。
慶應義塾が設置・運営し、慶應義塾湘南藤沢中等部・高等部、慶應義塾大学と連携して小中高大一貫教育を提供している。

## 概要
慶應義塾創立150周年記念事業の一環として、2013年（平成25年）4月開校。当初は横浜市青葉区の同校地に小中一貫校を2011年（平成23年）4月に開校する計画であったが、小学校のみの設置、慶應義塾湘南藤沢中等部・高等部と連携して小中高一貫教育に改定された。
男女共学で1学年が108人の3クラス編成である。
2017年入試では、全国の私立小学校で志願倍率が1位である（2位は慶應義塾幼稚舎の10.4倍）。

## 教育活動
1. 体験教育
2. 自己挑戦教育
3. 言葉の力の教育

## 所在地
2007年4月25日に発表された青葉区学校予定地活用事業者公募事業の提案選考において、同年10月18日に私立学校3法人から「優秀案」として選ばれた。横浜市青葉区の江田駅徒歩10分に約3.8万m2（荏田北一丁目）と、近隣に約1.5km2（同区あざみ野南三丁目）の校地を取得、公募のテーマである地域貢献策として、グラウンドだけでなく講堂などの施設も地域に開放し、防災拠点としての施設面での貢献策、“人づくり”として公立学校職員との交流・連携、“まちづくり”として地域の環境整備や地域コミュニティ創造への計画など、学校側から地域に対しての提案が高く評価されている。
地上4階建てで、2つの校庭とビオトープがある。図書館、講堂、食堂、和室や書道室などが備えられている。
また毎年一学年ずつ生徒募集を行うなど段階的かつ緩やかな事業拡大を想定しており、地域や交通機関への負荷が急激なものとならず、また児童生徒数も小中一貫教育のコンセプトとしての質を確保するようにしている。

## 沿革
- 2007年（平成19年）
  - 7月26日 - 学校法人慶應義塾、同年4月に横浜市が発表した青葉区学校予定地活用事業者公募に申請する[8]。
  - 11月9日 - 慶應義塾、青葉区学校予定地活用事業の予定者に採択される。2011年4月に小中一貫校の開校を目指す[8]。
- 2009年（平成21年）7月21日 - 同日開催の慶應義塾評議員会にて、学校設置の延期が決定される[9]。小中一貫校の計画も小学校のみの設置に見直される。
- 2011年（平成23年）8月 - 神奈川県知事より学校設置計画を承認される[10]
- 2012年（平成24年）8月3日 - 神奈川県知事より学校設置認可
- 2013年（平成25年）4月1日 - 横浜初等部、第1期生を迎えて開校

## 入試
一次試験（「志願者が、与えられた課題を注意深く聞き、正しく理解して、その判断の結果を紙に表現する問題」）、二次試験（「志願者が、与えられた課題に対して、活動する問題」）からなる。
一次試験は、ペーパー試験で、およそ30分。6分野（計数、図形模写、図形構成、積木、常識、話の記憶）から出題される。受験生の数は、およそ3分の1に絞られる。
二次試験は、90分で、慶應義塾幼稚舎の従来と同じ形態で試験が行われる。早生まれから順に徐々に内容が難しくなるため、月齢の考慮はあるといえる。運動、行動観察（自由遊び）、絵画制作の順に行われる。
2018年度の受験結果は、志願者数1,373名、最終合格者108名であった。

## 卒業後の進路
卒業生は初等部長の推薦により慶應義塾湘南藤沢中等部（神奈川県藤沢市）に進学することが原則とされる。横浜初等部と湘南藤沢中等部・高等部の両校は、小中高一貫教育を行うことから、教員が互いに一部の授業を兼務で担当するなど、交流・連携が行われている。